# Tomb Raider (videojuego de 2013)
Tomb Raider es un videojuego de acción-aventura de disparos en tercera persona y de mundo abierto desarrollado por Crystal Dynamics y distribuido por la sucursal europea de Square Enix. Es la décima entrega principal y un reinicio de la serie Tomb Raider, actuando como la primera entrega de la trilogía Survivor que reconstruye los orígenes de Lara Croft. El juego fue lanzado para PlayStation 3, Windows y Xbox 360 el 5 de marzo de 2013. El juego se centra en la supervivencia, con exploración al atravesar la isla y visitar varios tumbas opcionales. Es el primer juego de la serie principal en tener multijugador y el primer juego de la serie publicado por Square Enix después de la adquisición de Eidos Interactive por parte de esta última en 2009.
Crystal Dynamics comenzó el desarrollo de Tomb Raider poco después de lanzamiento de Tomb Raider: Underworld en 2008. En lugar de una secuela, el equipo decidió reiniciar la serie, restableciendo los orígenes de Lara Croft por segunda vez, cómo lo hicieron con Tomb Raider: Legend. Tomb Raider está ambientado en Yamatai, una isla de la que Lara, que aún no ha sido aprobada y aún no es la exploradora endurecida por la batalla que es en otros títulos de la serie, debe salvar a sus amigos y escapar mientras es perseguida por un culto malévolo. Camilla Luddington fue contratada para dar voz y actuar como Lara Croft, reemplazando a Keeley Hawes.
Tras su lanzamiento, Tomb Raider recibió elogios de la crítica, con elogios por los gráficos, la jugabilidad, la actuación de Luddington como Lara y la caracterización y desarrollo de Lara, aunque la adición de un modo multijugador no fue bien recibida. El juego vendió más de 14,5 millones millones de unidades en octubre de 2021, lo que lo convierte en el título de Tomb Raider más vendido hasta la fecha. Una versión remasterizada, Tomb Raider: Definitive Edition, fue lanzada para PlayStation 4 y Xbox One en enero de 2014, con gráficos mejorados y contenido descarga. Una secuela, Rise of the Tomb Raider se lanzó en noviembre de 2015 y una tercera entrega, Shadow of the Tomb Raider, se lanzó en septiembre de 2018.

## Sinopsis

### Escenario y personajes
El juego transcurre en Yamatai, una isla del Triángulo del Dragón, en la costa de Japón. La isla y el reino que una vez existieron es un misterio, debido a las tormentas y corrientes marítimas que la rodean. Yamatai fue gobernada por la Reina del Sol, llamada Himiko, quien, acorde a la leyenda, tenía poderes místicos que la permitían controlar el tiempo atmosférico. Se sabe poco acerca de la historia de Yamatai desde que Himiko murió. Explorando la isla, el jugador descubre muchas otras culturas que llegaron a la isla, como comerciantes portugueses del siglo XVI, miembros del Cuerpo de Marines de los Estados Unidos y un proyecto militar de los japoneses durante la Segunda Guerra Mundial. Al comienzo del juego, la isla está habitada únicamente por los Solarii, una secta violenta liderada por el Padre Mathias, creada con el propósito de adorar y traer de regreso a la Reina del Sol.
El jugador controla a Lara Croft, una joven arqueóloga que organiza una expedición para buscar el reino perdido. Dicha expedición está liderada por el Dr. James Whitman, una celebridad en el campo de la arqueología que pasa malos momentos y está cerca de la bancarrota. También les acompañan Conrad Roth, un ex-marine, amigo de la familia Croft, mentor de Lara y capitán del Endurance. Samantha "Sam" Nishimura, la mejor amiga de Lara y representante de la familia Nishimura, que filma la expedición para un documental. Joslyn Reyes, una mecánica experimentada. Jonah Maiava, el cocinero del barco, que tiene creencias en la existencia de lo paranormal. Angus "Grim" Grimaldi, timonel del Endurance y por último, Alex Weiss, el especialista en electrónica.

### Trama
Lara emprende su primera expedición a bordo del "Endurance", con la intención de encontrar el reino perdido de Yamatai. Aunque Whitman está en contra de seguir adelante, la expedición se adentra en el Triángulo del Dragón. El barco es azotado por una tormenta y termina naufragando, dejando a los supervivientes varados en una isla. Lara se separa de los demás al llegar a la orilla y es capturada por un extraño. Ella logra escapar mientras su captor muere cuando la cueva se derrumba. A medida que Lara intenta localizar a los otros supervivientes, encuentra más evidencia de que la isla está habitada, como extrañas esculturas, cadáveres y sacrificios de animales. 
Ella finalmente encuentra a su amiga Sam y a un hombre llamado Mathias, quien dice ser un maestro que naufragó en la isla hacía tiempo. Mientras Sam le cuenta a Mathias las leyendas de Himiko, Lara se desmaya y cuando despierta, Mathias y Sam han desaparecido. Cuando Lara se reagrupa con los demás, Whitman decide ir con Lara y buscar al aún desaparecido Roth, mientras que el resto del grupo se disponen encontrar a Sam y a Mathias. A medida que Lara y Whitman exploran el bosque, descubren que los habitantes de la isla adoran a Himiko, lo que confirma que la isla donde están es Yamatai. Al descubrir un templo erigido en nombre de Himiko, son capturados por los habitantes. Whitman llega a un acuerdo con ellos y son llevados junto con otros sobrevivientes del Endurance. Cuando los sobrevivientes intentan huir, los captores se vuelven contra ellos. Lara se separa del resto y trata de escapar, pero uno de los hombres la encuentra y, para sobrevivir, Lara se ve forzada a matarlo. Ella lucha contra el resto de los atacantes y se reúne con Roth, salvandoló de un ataque de lobos.
Durante su recorrido, Lara logra activar una torre de radio y pedir ayuda, pero el avión que responde a la llamada es atacado por una tormenta inesperada, y Lara escucha una misteriosa voz que dice "Nadie se va", en japonés. El avión se estrella y ella intenta rescatar a los pilotos. Como no lo logra, Lara es contactada por Alex y Reyes, quienes le revelan que Sam ha sido secuestrada por los isleños, una secta violenta conocida como la Hermandad Solarii. Lara intenta rescatarla por su cuenta, pero es detenida por Mathias, líder de los Solarii, y ordena matarla. Pero ella es salvada por un ataque de los samuráis Oni. 
Escapando del antiguo monasterio, donde es tomada por los Oni, oye a Sam que Mathias va a someterla a la "Ascensión", un "ritual de fuego" para encontrar a la siguiente Reina del Sol que la quemará hasta la muerte si no se realiza correctamente. Lara les sigue a la fortaleza Solarii y recibe la ayuda de Grim. Sin embargo, los Solarii lo toman como rehén, pero él se sacrifica para que Lara pueda escapar. Con la ayuda de Roth, Lara se infiltra en la fortaleza y ve comenzar el ritual. Cuando los fuegos se encienden, un fuerte viento los apaga, demostrando que Sam es la próxima Reina del Sol. 
Lara escapa del lugar y se reúne con sus amigos, formando un plan para rescatar a Sam y salir de la isla. Con la ayuda de Whitman, Lara vuelve al palacio para rescatar a Sam mientras Roth se apodera de un helicóptero para sacarlas. El detalle es que Whitman ha desaparecido. Pero Lara tiene éxito y convence a Sam de escapar por tierra cuando ve otra creciente tormenta frustrar el acercamiento del helicóptero. Mientras Lara intenta forzar al piloto a aterrizar, ellos caen. Roth ayuda a Lara a recuperarse, pero en ese momento Mathias aparece con un hacha, decidido a matar a Lara. Pero Roth se interpone para salvarla recibiendo el golpe del hacha. Por desgracia, Mathias logra escapar. Una vez que los miembros del Endurance entierran el cuerpo de Roth, Lara está convencida de que las tormentas no son naturales. De una forma u otra, la Reina del Sol quiere impedir que alguien salga de la isla.
Ella se encuentra con los demás supervivientes, que han evadido a los Solarii el tiempo suficiente para asegurar un barco para escapar de la isla, a condición de que pueda ser reparado. A ellos se une Whitman, que afirma haber escapado, aunque Lara comienza a sospechar de que él trabaja con los miembros del culto. Lara y Alex encuentran piezas para el barco en el naufragio del Endurance. Ellos son atacados por los Solarii y Alex desencadena una explosión, sacrificándose para que Lara pueda escapar con las herramientas. Encontrando un informe de una expedición científica en el cual los japoneses y los nazis buscaban una manera de aprovechar las tormentas como un arma contra el enemigo durante la Segunda Guerra Mundial. Lara decide explorar una tumba costera, donde encuentra los restos de un general samurái que se había practicado el harakiri. En el mensaje que dejó, se revela que este hombre era el líder de la Guardia de la Tormenta de la Reina, los samuráis Oni que defienden el monasterio, y que la sucesora de la Reina se quitó la vida, en lugar de recibir el poder de la Reina del Sol. Esta mujer dejó a la Reina del Sol atrapada en su cuerpo después de suicidarse, y su furia se ha manifestado en las tormentas con el paso de los años. 
Lara se da cuenta de que la Ascensión no es una ceremonia para coronar una nueva reina, sino más bien un ritual que transfiere el alma original de la Reina del Sol en un nuevo cuerpo: el espíritu de Himiko quiere escapar de su cuerpo actual, y Mathias planea ofrecer a Sam como un nuevo huésped. Lara regresa con los demás miembros del Endurance en la playa para contarles lo que sabe, pero Whitman los traiciona y secuestra a Sam para entregársela a Mathias. Lara, Jonah y Reyes le dan caza, remontando un río hacia el monasterio, con Lara llegando justo a tiempo para ver a Whitman asesinado por los Oni. Después de luchar contra los Solarii y la Guardia de la Tormenta, Lara llega a la parte superior del monasterio donde Mathias está llevando a cabo el ritual de la Ascensión. Para evitar que el ritual se complete, Lara asesina a Mathias y destruye el cuerpo de Himiko para salvar a Sam. 
Con las tormentas dispersas, Lara, Sam, Reyes y Jonah logran salir de la isla y son rescatados por un buque de carga. Mientras ella y sus amigos navegan a casa, Lara se da cuenta de que hay muchos misterios aun por resolver y deben ser descubiertos. Ella recuerda las palabras de su padre y decide continuar con sus expediciones.

## Desarrollo
Tras Tomb Raider: Underworld, Crystal Dynamics se separó en dos equipos; el primero empezó a trabajar en la siguiente secuela de Tomb Raider, mientras que el segundo se centró en crear otro juego de la franquicia (el cual fue Lara Croft and the Guardian of Light en 2010). En noviembre de 2010, Square Enix compró el eslogan para una nueva serie de Tomb Raider; "A Survivor is Born". El 6 de diciembre de 2010, Square Enix anunció que Tomb Raider había estado en producción durante dos años; "Square Enix Ltd. is excited today to announce Tomb Raider, the new game from Redwood City based studio Crystal Dynamics". El jefe del estudio Darrell Gallagher dijo, "Forget everything you knew about Tomb Raider, this is an origins story that creates Lara Croft and takes her on a character defining journey like no other". Game Informer, tanto la página web como la revista, cubrieron la noticia en su número de enero de 2011. Tomb Raider fue el primer juego en la franquicia en obtener la clasificación de M índice de audiencia en los Estados Unidos.
En enero de 2012, cuando le preguntaron si habría un juego disponible para la consola de Nintendo Wii U, Crystal Dynamics respondió que no había planes, ya que no era un juego fácil de adaptar a las portátiles, ya que cuando empezaron no se había anunciado la WiiU y adaptarlo supondría cambiarlo mucho y quitarle las funcionalidades que lo hacían único." El modo multijugador fue creado por el estudio canadiense Eidos Montreal, conocido por hacer Deus Ex: Human Revolution. En mayo de 2012, se anunció que el juego se había retrasado y se lanzaría en el primer cuarto de 2013, con motivo de pulir el juego.

### Animación
El modelo animado de Lara Croft fue animado mediante captura de movimiento, una técnica ya usada en el videojuego anterior en la serie, Tomb Raider: Underworld. El juego se creó usando el motor gráfico de Crystal Dynamics, llamado «Crystal Engine». La cara de Lara está basada en la modelo Megan Farquhar. El 3 de junio de 2011, el "Turning Point" CGI teaser tráiler mostrado en la Electronic Entertainment Expo 2011, enfatizó que la fecha de lanzamiento sería en el tercer cuarto de 2012. El tráiler fue producido por el estudio de CGI de Square Enix Visual Works.

### Casting de voces
Keeley Hawes no hizo el papel de Lara Croft en el juego, después de haber completado Tomb Raider: Legend, Anniversary, Underworld y Lara Croft and the Guardian of Light. En diciembre de 2010, se empezaron a hacer las pruebas para elegir a una nueva actriz. El 26 de junio de 2012, se anunció que la actriz que doblaría a la protagonista sería Camilla Luddington. Lara es interpretada por Nadine Njeim en la versión árabe, por Nora Tschirner en alemán, por Alice David en francés,  Karolina Gorczyca en polaco, Yuhko Kaida en japonés, Benedetta Ponticelli en italiano, Guiomar Alburquerque Durán en español y Polina Sherbakova en ruso.

### Exposiciones
El 31 de mayo de 2012, se estrenó en línea un tráiler del sistema de juego, enseñando partes de la trama. Confirmó la presencia de varios personajes no jugables aparte de Lara en la isla. El 4 de junio de 2012, en el E3 2012, Microsoft dio una rueda de prensa con una nueva demostración del juego, incluyendo el combate con arco y flechas, los quick time events y parachuting. Durante verano de 2012, se mostró a Lara cazando, explorando la isla y matando por primera vez en el EuroGamer Expo 2012 en Londres el 27 de septiembre de 2012. El 8 de diciembre de 2012, se mostró otro tráiler durante los Spike Video Game Awards. La introducción fue hecha por Camilla Luddington y el evento incluyó una orquesta que tocó la banda sonora dirigida por el compositor, Jason Graves. La semana siguiente, IGN presentó la Tomb Raider Week, donde cada día enseñarían material nuevo, detallando el sistema de mejoras, las herramientas de supervivencia y el desafío de las tumbas. Tomb Raider salió a la venta el 8 de febrero de 2013.

## Música
La banda sonora fue creada por Jason Graves, quien había trabajado en Dead Space y sus secuelas, F.E.A.R. 3 y Star Trek: Legacy. El Tomb Raider: Original Soundtrack fue puesto a la venta el 5 de marzo de 2013. El álbum tuvo buenas críticas, incluyendo notas altas de sitios como Forbes o la revista Film Score Monthly.
Un podcast fue lanzado por Game Informer el 21 de diciembre de 2010, on 21 December 2010, featuring a "sneak peek at a track from the game itself" composed by Aleksandar Dimitrijevic. Tuits from Crystal Dynamics Global Brand Director, Karl Stewart, clarified Game Informer's statement; confirming that "Alex Dimitrijevic is scoring the trailer. We officially haven't announced the composer for the game". On 8 June 2011, after the trailer's première, Stewart stated in regard to the final Turning Point score that "...this piece is not a piece that [Alex Dimitrijevic]'s worked on". On 7 June 2011, Meagan Marie, community manager at Crystal Dynamics, expressed on the official Tomb Raider blog that "Our goal [is] to make sure that we release a soundtrack". Stewart added "this is a completely new composer and somebody who we've brought in to work on the game as well as this [trailer] piece" and that "we're going to make a bigger announcement later in the year".
En el Making of Turning Point, el diseñador de sonido Alex Wilmer explicó que el compositor no anunciado había dirigido a distancia un concierto de violín particular. El cuarto podcast de Crystal Habit, Marie habló con Wilmer and lead sound designer Jack Grillo about their collaboration(s) with the unannounced composer. Grillo stated that "We're doing this overture... where we're taking an outline of the narrative structure and having our composer create different themes and textures that would span the entire game" while Wilmer emphasised that the composer's music will dynamically adapt in-game; scored "...emotionally so that it reacts instantly to what happens".
En un episodio de The Final Hours of Tomb Raider en YouTube, se reveló que el compositor era Jason Graves, quien admitió que su estilo era una mezcla de Prokófiev, Chaikovski y Krzysztof Penderecki. Aparte de su característico estilo orquestal, también quiso crear un sonido que impresionara a los jugadores y se reconociera cuando sonara. Para crear sonidos musicales, usó varios objetos como mallets. Con ayuda de su vecino el arquitecto Matt McConnell, crearon un instrumento de percusión especial con el que crearían una variedad de sonidos para incorporarlos a la orquesta. Durante la creación de la banda sonora principa, Graves usó la primera partitura de Dead Space como inspiración para meterse en la atmósfera oscura del juego.

| Tomb Raider (Original Soundtrack) |                           |          |  |
| N.º                               | Título                    | Duración |  |
| 1.                                | «Adventure Found Me»      | 1:02     |  |
| 2.                                | «The Scavenger's Den»     | 3:47     |  |
| 3.                                | «Exploring the Island»    | 2:04     |  |
| 4.                                | «First Blood»             | 4:26     |  |
| 5.                                | «Reaching Roth»           | 3:17     |  |
| 6.                                | «Infiltrating the Bunker» | 2:38     |  |
| 7.                                | «A Call for Help»         | 6:31     |  |
| 8.                                | «Entering Himiko's Tomb»  | 3:07     |  |
| 9.                                | «The Descent»             | 4:13     |  |
| 10.                               | «The One»                 | 5:40     |  |
| 11.                               | «The Scavenger's Camp»    | 2:33     |  |
| 12.                               | «Paying Respects»         | 4:45     |  |
| 13.                               | «On the Beach»            | 6:49     |  |
| 14.                               | «Secret of the Island»    | 2:16     |  |
| 15.                               | «The Oni»                 | 4:32     |  |
| 16.                               | «Whitman's Test»          | 5:10     |  |
| 17.                               | «Scaling the Ziggurat»    | 3:50     |  |
| 18.                               | «The Ritual»              | 4:05     |  |
| 19.                               | «A Survivor Is Born»      | 3:12     |  |
| 20.                               | «The Tomb Raider»         | 0:52     |  |

## Lanzamiento
Tomb Raider fue lanzado el 5 de marzo de 2013 en PlayStation 3, Xbox 360 and Microsoft Windows. Sin embargo, salió cuatro días antes en Australia. El 25 de abril de 2013, fue lanzado en Japón. La versión para Mac OS X fue lanzada por Feral Interactive el 23 de enero de 2014. Tomb Raider: Definitive Edition, la versión actualizada con todos los DLCs, se lanzó en Norte América el 28 de enero de 2014 y en Europa El 31 de enero.

### Incentivos previos al lanzamiento
Antes del lanzamiento del juego, varias tiendas ofrecieron ítems extra como un modo de atraer clientes para que ordenaran el juego de sus tiendas, GameStop ofreció el "Challenge Tomb", incluido en el juego. Los que preordenaron en Best Buy Recibieron la novela gráfica "Tomb Raider: The Beginning", con 47 páginas en pasta dura, escrita por la escritora principal del juego, Rhianna Pratchett, contando la historia de "cómo el viaje malogrado del Endurance llegó a ser". Estas órdenes también incluían el Aviatrix Skin así como el mapa multijugador Shanty Town. Las órdenes hechas en Walmart recibían una descarga digital gratis de Lara Croft y el Guardian de la Luz , acceso a real-life scavenger hunt, el mapa multijugador Shanty Town y el traje exclusivo Guerrilla Skin. Si se pre-ordenaba desde la Microsoft Store recibías 1600 Microsoft Points para Xbox Live.
Los clientes que ordenaran en Amazon, recibían acceso a Tomb Raider: The Final Hours Edition, incluyendo un art book de 32 páginas, el Hunter Skin para Lara, y una copia digital de The Final Hours of Tomb Raider escrito por Geoff Keighley para Kindle Fire. Los clientes también recibían el mapa multijugador Shanty Town y un código de acceso a real-life scavenger hunt. Los clientes que compraron en Steam también recibían una copia gratis de Lara Croft y el Guardián de la Luz, un reto de tumba llamado La Tumba del Aventurero Perdido y el mapa multijugador Shanty Town. Steam además ofrecía 3 objetos exclusivos en Team Fortress 2.
En el Reino Unido, ShopTo.net ofrecía una novela gráfica digitalizada, llamada Tomb Rider: The Beginning. Las órdenes desde Amazon.co.uk recibían el mapa multijugador Shanty Town.

### Retail editions
La Survival Edition es exclusiva para Europa. Tomb Rider Survival Edition viene con un art book pequeño, un mapa de doble tamaño del mapa de la isla del juego, un CD con el soundtrack del juego, un pack de armas exclusivo, y una bolsa de supervivencia. La Edición de Colección para Europa contenía todo de Tomb Rider Survival Edition, junto con una figurilla Play Arts Kai Lara Croft en una caja metálica. La Edición de Colección en Norte América es similar a la versión europea, sin embargo en vez de contener el art book pequeño y la bolsa de supervivencia contiene tres emblemas de hierro y una litografía. Una nueva versión del juego incluyendo gráficos renovados y todos los DLC llamada Definitive Edition, fue lanzada en PlayStation 4 y Xbox One el 28 de enero de 2014.
Tomb Rider Survival Edition de Steam incluye un art book digital de 32 páginas, 10 canciones descargables del soundtrack de Tomb Rider, un mapa digital de doble tamaño de la isla del juego, un cómic digital, el traje Guerrila Skin y tres armas en el juego de Hitman: Absolution.
En el Reino Unido, Game ofrecía el bundle Explorer Edition el cual incluía una tumba de desafió temática y una mejora de habilidades. La Exclusiva de Tesco fue el Combat Strike Pack, que incluía tres mejoras de armamento y una mejora de habilidades.
Un control inalámbrico de edición limitada para la Xbox 360 fue lanzado el 5 de marzo de 2013. Un código de descarga para un personaje del modo multijugador exclusivo de Xbox también venia incluido.

### Contenido descargable
En el E3 2012, durante la conferencia de prensa de Microsoft, Darrell Gallagher anunció que los usuarios de Xbox 360 tendrían acceso al contenido descargable (DLC). El 19 de mayo de 2013, sacaron el paquete de mapas "Caves & Cliffs", el cual consistía en tres nuevos mapas multijugador ("Scavenger Caverns", "Cliff Shantytown" and "Burning Village"). El paquete estuvo disponible poco después para PSN y Steam, el 24 de abril de 2013. El 2 de abril de 2013, salió el paquete de mapas "1939" para Xbox 360, PS3 y PC, con dos nuevos mapas multijugador ("Dogfight" and "Forest Meadow"). El 25 de abril de 2013, Square Enix lanzó un paquete en japonés en Steam. El 7 de mayo de 2013 se lanzó otro paquete de mapas multijugador, llamado  "Shipwrecked", en Xbox Live, PSN y Steam. El DLC contiene dos mapas multijugador llamados "Lost Fleet" y "Himiko’s Cradle". Adicionalmente, un paquete para los jugadores individuales salió en Xbox Live, conteniendo los outfiits de Demolition, Sure-Shot and Mountaineer outfits.

## Recepción

### Crítica
Tomb Raider ha recibido críticas sobresalientes en GameRankings y Metacritic superando el 85% en comentarios positivos.
Los críticos aclamaron mucho los detalles técnicos, así como los gráficos, la jugabilidad, la interpretación de Camilla Luddington como Lara Croft y el reinicio de la franquicia Tomb Raider. Referente al modo multijugador, algunos críticos lo consideraron innecesario, pero fue excelentemente recibido, considerándolo como un multijugador "sencillo y eficaz".

### Ventas
El 23 de agosto de 2013, Darrel Gallagher, director de Crystal Dynamics, reveló que Tomb Raider ha vendido 4 millones de copias, considerado unos de los juegos más vendidos de la franquicia. En abril de 2015 se reveló que ha alcanzado finalmente 8,5 millones de copias, superando las expectativas de Square Enix y convirtiéndose en el juego más vendido de toda la saga de Tomb Raider.
En noviembre de 2017 Square Enix confirmó que el juego vendió más de 11 millones de copias.

## Secuela
En el San Diego Comic-Con de 2013, se anunció que la escritora Gail Simone continuara las aventuras de Lara Croft en un cómic que será publicado en 2014 por Dark Horse Comics, y que este estará relacionado directamente con la secuela del juego. En agosto del mismo año, el presidente de Square Enix Phil Rogers confirmó que Tomb Raider 2 estaba siendo desarrollado para las nuevas consolas de PlayStation 4 y Xbox One. Por supuesto, también confirmó que no se abandonaría el desarrollo a las consolas actuales AAA (PlayStation 3, Xbox 360 y PC).
En la conferencia E3 de junio de 2014, Square Enix confirmó el próximo título de Tomb Raider titulado Rise of the Tomb Raider. El juego es una secuela directa de éste y se estrenó en 2015.